# Eberhard Koebel

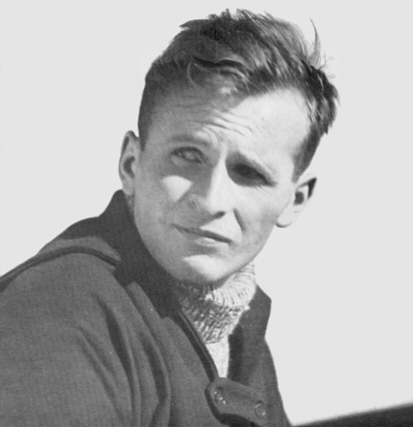
Eberhard Koebel, „tusk“

Eberhard Koebel (vor 1934 Köbel), in der Jugendbewegung unter seinem Fahrtennamen tusk („der Deutsche“) bekannt (* 22. Juni 1907 in Stuttgart; † 31. August 1955 in Berlin), war ein deutscher Autor und Gründer der Deutschen Jungenschaft vom 1. November 1929 (dj.1.11).
Die Jungenschaft war ein Bund der Jugendbewegung, der sich im Zuge der allgemeinen Jungenschaftsbewegung von der Deutschen Freischar abspaltete. Koebel hatte den Anspruch, mit der Jungenschaft radikal neue Wege zu gehen. Auf der einen Seite formte er einen eigenen Stil der Jungenschaft, auf der anderen konnte die Jungenschaft ihre Herkunft aus der Jugendbewegung nicht verleugnen. Insgesamt prägte der Charismatiker Koebel sowohl Stil und Formen als auch Inhalte. Er dichtete mehrere Fahrtenlieder, unter anderem Über meiner Heimat Frühling. Er entwickelte die Kohte und die Jungenschaftsjacke. Durch seinen Einfluss setzte sich die Jungenschaft intensiv mit asiatischer Philosophie (Zen-Buddhismus) auseinander, was in der Publikation Die Heldenfibel und den monatlich erscheinenden Heften Die Kiefer deutlich wurde. Durch diese Ideen wurden nach 1933 Jungenschaftsgruppen in der Illegalität angeregt.

## Leben
Eberhard Koebel wurde als jüngster von drei Söhnen des Richters Friedrich Koebel (1865–1927) und dessen Frau Eugenie (geb. Schüle, 1876–1956) geboren. Ab 1922 war Koebel Angehöriger des Deutsch-Wandervogels, eines deutschnationalen Wandervogelbundes, der sich 1921 vom Alt-Wandervogel abgespaltet hatte. Vom Elternhaus und dem Deutsch-Wandervogel geprägt, war er ein Bewunderer von Adolf Hitler, den er 1925 in München besuchte. Als sich später seine politische Einstellung gewandelt hatte, bezeichnete er sich in dieser früheren Lebensphase als „Faschist in Reserve“. Er legte das Abitur an der Oberrealschule ab. Von 1926 bis 1929 studierte Koebel an der von F. H. Ernst Schneidler geleiteten Abteilung für Graphik und Buchkunst der Stuttgarter Kunstgewerbeschule. Zu seinen Mitstudierenden in Stuttgart gehörten HAP Grieshaber, Fritz Stelzer, Erich Mönch und Walter Renz.
Von 1928 an führte er einen der beiden schwäbischen Gaue des gemäßigt nationalistischen Bundes Deutsche Freischar. Am 4. Mai 1930 wurde er zusammen mit seinen Anhängern aus dem Bund ausgeschlossen, was zur Gründung von dj.1.11 führte. 1932 trat er in die Kommunistische Partei Deutschlands ein und forderte die älteren Angehörigen von dj.1.11 dazu auf, ihm zu folgen. Im Frühjahr 1933 verließ er die KPD wieder und versuchte vergeblich, eine leitende Position bei der Hitler-Jugend zu bekommen. Die Gestapo verhaftete ihn Anfang 1934 wegen „kommunistischer Zersetzung“, da die Reichsjugendführung in Koebels publizistischen Aktivitäten eine Gefahr für die Hitler-Jugend sah. Er wurde im Berliner Gestapo-Gefängnis Columbia-Haus inhaftiert. Er verübte zwei Selbstmordversuche und wurde schließlich, notdürftig wiederhergestellt, aus der Haft entlassen. Im Juni 1934 emigrierte er über Schweden nach England. Von hier aus hielt Koebel Kontakt zu illegalen Jungenschaftsgruppen im Deutschen Reich, bis diese 1937, ausgelöst durch eine Verhaftungswelle, abbrachen.
Ab 1928 war Koebel als Autor und Zeitschriftenherausgeber tätig. Seine Texte erschienen sowohl im Voggenreiter-Verlag als auch im Verlag Günther Wolff, den beiden wichtigsten Verlagen der bündischen Jugend. Kurzzeitig unterhielt Koebel mit dem Lasso-Verlag beziehungsweise Atlantis-Verlag ein eigenes Unternehmen für seine Veröffentlichungen, das er aber wegen fehlenden wirtschaftlichen Erfolges – verursacht durch sein kommunistisches Engagement – im September 1932 aufgeben musste. Die dort als Beilage des Pfadfinders erscheinende Zeitschrift Das Lagerfeuer wurde eingestellt, an ihrer Stelle erschien ab Oktober 1932 im Verlag Günther Wolff der eisbrecher. Obwohl Koebel nur für wenige Hefte offiziell als Herausgeber zeichnete, beeinflusste er Inhalt und Stil der Zeitschrift maßgeblich. Unter anderem entwickelte er die bis heute typischen Zelte der Jugendbewegung.
In Großbritannien hielt Koebel zunächst an seiner 1933 erfolgten Abkehr vom Kommunismus fest, versuchte jedoch ab 1938, als seine Kontakte nach Deutschland abgebrochen waren, wieder mit der Exil-KPD in Verbindung zu kommen. 1940 rief er von London aus ehemalige Mitglieder der Bündischen Jugend dazu auf, in die Freie Deutsche Jugend (FDJ) einzutreten; ob Koebel selbst Mitglied der FDJ wurde, ist unbekannt. Seit Anfang 1944 arbeitete er intensiv in der Bewegung Freies Deutschland mit, woraufhin er im Mai 1944 für das Ressort Jugendarbeit in die Leitung der FDB kooptiert und im Februar in die Exekutive der FDB gewählt wurde. Im Herbst 1945 nahm er als Vertreter der Bündischen Jugend als Gastdelegierter an der Gründungskonferenz des Weltbundes der demokratischen Jugend in London teil.
Nach dem Krieg unternahm er alles, um sehr bald nach Deutschland zurückzukehren, was jedoch von antikommunistischen britischen Persönlichkeiten und Institutionen, die seinen Einfluss auf die Jugend fürchteten, unterbunden wurde. Im August 1948 konnte Koebel nach Deutschland, in die damalige sowjetische Besatzungszone, zurückkehren. Die Sozialistische Einheitspartei Deutschlands ließ ihn aber nicht wieder in der Jugendarbeit tätig sein, und er arbeitete von nun an, nach vorübergehender Anstellung im Rundfunk, als freier Schriftsteller. Sein Buch über den „Kriegsverbrecherkonzern“ AEG konnte erst nach seinem Tod stark gekürzt erscheinen. Wegen angeblicher Agententätigkeit und seines für die SED unklaren Verhaltens von 1933 bis in die Kriegsjahre hinein wurde er 1951 aus der SED ausgeschlossen. Am 31. März 1990 wurde er von der zentralen Schiedskommission der Partei des Demokratischen Sozialismus rehabilitiert.
Am 31. August 1955 starb Koebel an den Spätfolgen eines 1934 in Berlin im Gestapo-Gefängnis verübten Suizidversuchs. Zunächst in Berlin beigesetzt, wurde sein Leichnam im Oktober 1955 nach Stuttgart in das Familiengrab auf dem Pragfriedhof überführt.
Der Kulturwissenschaftler Rüdiger Ahrens bewertet Koebel für die Nachkriegszeit als „Anreger, dessen Schriften und stilprägenden Errungenschaften zeitversetzt rezipiert wurden“, für die Zeit vor 1933 aber als „eine Randerscheinung, eine energiegeladene Figur mit deutlichem Hang zur Selbstüberschätzung“.

## Veröffentlichungen
- AEG: Energie, Profit, Verbrechen. Bearbeitet von Peter Hess. Verlag die Wirtschaft, Berlin, 1958 (postum).
- Gesammelte Schriften und Dichtungen. Hg. von Werner Helwig. Verlag der Jugendbewegung, Heidenheim an der Brenz, 1962. / 2., überarbeitete Auflage, hg. von Fritz Schmidt, 1996.
- Eberhard Koebel-tusk: Werke. 12 Bde., hg. Arno Klönne, Jürgen Reulecke, Eckard Holler, Fritz Schmidt u. a., Achims Verlag Edermünde 2002–2005.
- Seh ich Schwäne nordwärts fliegen,  Hrsg. und mit einem biographischen Anhang von Erich Meier (1925–2004), Südmarkverlag Fritsch, Heidenheim an d. Brenz, 1977, ISBN 3-88258-036-4.